# Marchantia balboi
Marchantia balboi là một loài Rêu trong họ Marchantiaceae. Loài này được Gola mô tả khoa học đầu tiên năm 1914.